# Joachim Sochaczewski
Joachim Sochaczewski (* 17. Oktober 1931 in Berlin; † 15. Januar 2007 in Bonn) war ein Generalleutnant der Luftwaffe der Bundeswehr.

## Leben
Sochaczewski gehört zu der Gruppe der Generäle der Bundesluftwaffe der oberen Führungsebene, die ihre Offiziers- und Generalstabsausbildung nicht in der Wehrmacht erhielten. Von 1964 bis 1966 absolvierte er den 9. Generalstabslehrgang Luftwaffe an der Führungsakademie der Bundeswehr in Hamburg, wo er zum Offizier im Generalstabsdienst ausgebildet wurde. 
Als Oberst i. G. gehörte er als Stellvertreter des Kommandeurs und in der Funktion des Chef des Stabes dem Luftwaffenführungskommando vom 15. Juli 1976 bis zum 31. August 1977 an.
Als Brigadegeneral war er von April 1980 bis 30. September 1981 Stabsabteilungsleiter VII (Führungsdienste Bundeswehr) im Führungsstab der Streitkräfte.
Als Kommandeur der 2. Luftwaffendivision übernahm er als Generalmajor in Birkenfeld von Generalmajor Hans-Wilhelm von Bornstaedt das Kommando vom 1. April 1982 bis zum 30. November 1985.
Anschließend führte er im Rahmen der NATO beim SHAPE-Kommando in Mons Aufgaben als Assistant Chief of Staff Communications and Electronics aus. Im Jahre 1989 war er als Direktor der architecture and plans division bei der NACISA (NATO communications and information systems agency) tätig.
Vom 1. April 1989 bis zum 31. März 1992 war er Amtschef des Luftwaffenamts. Nach seiner Dienstzeit bekleidete er das Amt des Vorsitzenden des Vereins Anwenderforum für Fernmeldetechnik, Computer, Elektronik und Automatisierung e.V. (AFCEA) in Bonn.
Während seiner Dienstzeit befasste er sich mit der Frage Führungsfähigkeit von Luftwaffeneinheiten im Falle der Luftkriegsführung. Dabei betonte er die Bedeutung der elektronischen Systeme und ihre Ausfallmöglichkeit im Falle des Auftretens eines
Elektromagnetischen Pulses (EMP), weil die Kommunikationsnetze nicht geschützt seien.
Sehr kritisch äußerte er sich zu der Ausführung im Stadium der Entwicklung des Projektes der Strategic Defense Initiative (SDI), weil er die Software im Bereich der Luftwaffen für ungeeignet und nicht praktikabel hielt.

## Schriften
- The Role of Communications in NATO, in: Military Technology, No. 6 (1984), p. 154
- NATO command, control and information systems, in: Military Technology, Vol. XII, Issue 10, Oct 1988
- Demokratischer Terror' in der Bundesrepublik: Vorstufe oder Abart des verdeckten Kampfes?, in: Wehrkunde 17 (1968): 187-92.
- Neuorientierung tut not: Künftige Anforderungen an Führungsfahigkeiten und Kommandostrukturen der Luftwaffe, in: Truppenpraxis: Wehrausbildung – Zeitschrift für Führung, Ausbildung und Erziehung, 1995. S. 11–16
- Führungsinformationssysteme der NATO (NATO command information systems), in: Wehrtechnik, Vol. 20 (Juni 1988) Heft 6

## Auszeichnungen
- 1983: Bundesverdienstkreuz am Bande
- 1987: Bundesverdienstkreuz 1. Klasse